# What I've Done
"What I've Done" je singl s albuma Minutes to Midnight kalifornijskog rock sastava Linkin Park. Pjesma je prvi put zasvirana 1. travnja 2007. na radiju, dok je premijeru kao digitalni singl imala 2. travnja. Kao CD singl objavljena je 30. travnja 2007. godine. Pjesma se nalazi među soundtrackovima filma Transformeri i u videoigri Guitar Hero World Tour. "What I've Done" je dosegla 5. poziciju u svijetu.
"What I've Done" je službena naslovna pjesma filma Transformeri s Megan Fox i Shiom LaBeoufom kao glavnim glumcima.

## Pozadina
Chester Bennington opisao je pjesmu u jednom intervjuu za MTV u ožujku 2007. godine:
»Joe je prišao do Mikea i mene i rekao nam da prihvatimo ideju o Minutes to Midnight-u i primjenimo je kako bi se bend potpuno promijenio. Tako da je to rekao govoreći zbogom onome kako je nekad bilo.... Riječi pjesme u prvom stihu su: "In this farewell, there's no blood, there's no alibi" ["U ovom rastanku nema ni krvi ni alibija"], stoga se odmah primjećuje kako cijeli sastav zvuči drugačije: bubnjevi zvuče više sirovo, gitare su sirove, vokali više nisu utrostručeni. To smo samo mi tamo... i tako je Rick Rubin želio da bude.«
Pjesma počinje sa zvukom klavira koji podsjeća na temu filma "Halloween", te se onda nastavlja sirovim zvukom električnih gitara koju sviraju Shinoda i Linkin Parkov gitarist Brad Delson. Tijekom izvođenja pjesme na koncertima, Mike Shinoda svira klavir za uvod u pjesmu i odmah nakon toga na gitari "riff" pjesme. Pjesma se uvelike razlikuje od ostalih izdanih Linkin Park pjesama jer je jedina (osim "Breaking the Habit") koja ne sadrži rapp ili vokal dionice frontmena sastava Mike Shinode, već sadrži samo kratki pripjev "na na na" pri kraju pjesme. "What I've Done" bila je zadnja napisana pjesma za Minutes to Midnight i pjesma za koju se najviše znalo da će uspjeti sastav prikazati u drugačijem izdanju.

## Popis pjesama s CD singla
CD 1
1. "What I've Done" (Radio Edit)
2. "Faint" (live in Japan)

CD 2 (Maxi / AU Single)
1. "What I've Done"
2. "Faint"
3. " From the Inside"

DVD Version
1. " What I've Done" (video)
2. "Faint" (live in Japan video)

7" Picture disk format
1. "What I've Done" (Radio Edit)
2. "Faint" (live in Japan)

## Glazbeni video
U spotu su prikazani problemi čovječanstva i njihovi efekti na zemlju, život i okoliš. U spotu je prisutna ironična suprotnost, tako u nekim dijelovima snimaka vidimo dobro uhranjenog čovjeka koji jede "fast food", žena koja mjeri svoj struk i čovjeka koji je toliko neuhranjen da mu se rebra vide kroz kožu; usporedba života u Africi i Americi, nuklearni ratovi, borba za naftu, prirodne katastrofe i terorizam. DJ Joe Hahn odredio je mjesto za snimanje spota usred pustinje u Kaliforniji, do koje su članovi sastava morali biti prebačeni helikopterom koji je vidljiv na početku spota.
Spot je pobijedio u tzv. MTV's Battle of the Videos protiv spotova od Evanescence ("Sweet Sacrifice") i Lil Mama ("Lip Gloss"), isto tako dosezao je prva mjesta vrlo često na MTV-evom TRL-u (čak 6 puta), i ušao među top 50 najgledanijih videa na YouTubeu (trenutno 34.) s više od 35 milijuna pogleda. Postoji i alternativna verzija spota napravljenog samo za Australiju koji je potpuno drugačiji od pravog, a može se vidjeti na Australskoj Linkin Park stranici i na YouTube-u. Video spot se također pojavio 2. travnja, a pjesma je i tad bila dostupna za streaming na naslovnoj strani službene web stranice.

### Značajniji isječci iz spota
1. Škorpion
2. Orao
3. Partenon
4. Keopsova piramida
5. Uragan Katrina
6. Rat u Iraku
7. Zaljevski rat
8. Vijetnamski rat
9. Globalno zatopljenje
10. Urbanizacija
11. Kontaminacija
12. Mahatma Gandhi
13. Buda
14. Fidel Castro
15. Ku Klux Klan
16. Adolf Hitler
17. Saddam Hussein
18. Napadi 11. rujna 2001.
19. Benito Mussolini
20. Robert Mugabe
21. Josif Staljin
22. Mao Zedong
23. Martin Luther King, Jr.
24. Majka Terezija iz Calcutte

## Mjesta na ljestvicama
| Ljestvica (2007)                 | Glavna pozicija |
| -------------------------------- | --------------- |
| Argentina Top 100                | 6               |
| Austrijan Singles Chart          | 8               |
| Australija Singles Chart         | 13              |
| Billboard Hot 100                | 7               |
| Billboard Pop 100                | 8               |
| Billboard Hot Digital Songs      | 4               |
| Billboard Modern Rock Tracks     | 1               |
| Billboard Mainstream Rock Tracks | 1               |
| Brazil                           | 4               |
| Čile Top 100 Singles             | 70              |
| Češka Republika                  | 2               |
| Nizozemska Top 40                | 26              |
| Nizozemska Top 100 Singles       | 9               |
| Francuska Download Chart         | 20              |
| Njemačka Singles Chart           | 4               |
| Njemačka Download Chart          | 1               |
| Indija                           | 1               |
| Indonezija Single Top            | 10              |
| Izrael                           | 3               |
| Irska Singles Chart              | 15              |
| Italija                          | 3               |
| Novi Zeland                      | 9               |
| Norveška Singles Chart           | 12              |
| Poljska Singles Chart Top 50     | 3               |
| Europa Top 40 Chart (Rusija)     | 12              |
| Švedska Singles Chart            | 6               |
| Švicarska Singles Chart          | 6               |
| Turska Top 20 Chart              | 8               |
| Velika Britanija                 | 6               |
| United World Chart               | 4               |
| Singapur Top 20 Chart            | 1               |

## Vanjske poveznice
- "What I've Done" − riječi pjesme  Arhivirana inačica izvorne stranice od 10. veljače 2009. (Wayback Machine)
- Službena stranica Linkin Parka